# Sir of Sweden
Sir of Sweden eller bara Sir, av företaget skrivet SIR of Sweden eller bara SIR, är ett svenskt klädföretag grundat 1925 och som sedan 2010 ägs av Mats och Lena Ljungström.
Ljungströms konfektion i Vingåker har tillverkat kläder åt Sir och man hade under Ljungströms storhetstid på 50- och 60-talen cirka 2 000 sömmerskor anställda. Sirs nuvarande ägare är barnbarn till Ljungströms grundare Valter Ljungström. 
Sir har genom åren till största delen sysslat med herrkonfektion, men har efter millennieskiftet även lanserat en damkollektion. Designer är numera Johan Salomonsson och all tillverkning sker nu inom EU. Sir säljer sina kollektioner förutom i Sverige, även i Norge, Finland, Danmark och Ryssland.